# Dzierzązna (województwo mazowieckie)
Dzierzązna – wieś solecka w Polsce położona w województwie mazowieckim, w powiecie płockim, w gminie Nowy Duninów.
Wieś duchowna położona była w drugiej połowie XVI wieku w powiecie gostynińskim ziemi gostynińskiej województwa rawskiego. W 1785 roku wchodziła w skład klucza boryszewskiego biskupstwa płockiego. W latach 1975–1998 miejscowość administracyjnie należała do województwa płockiego.